# Rite forestier

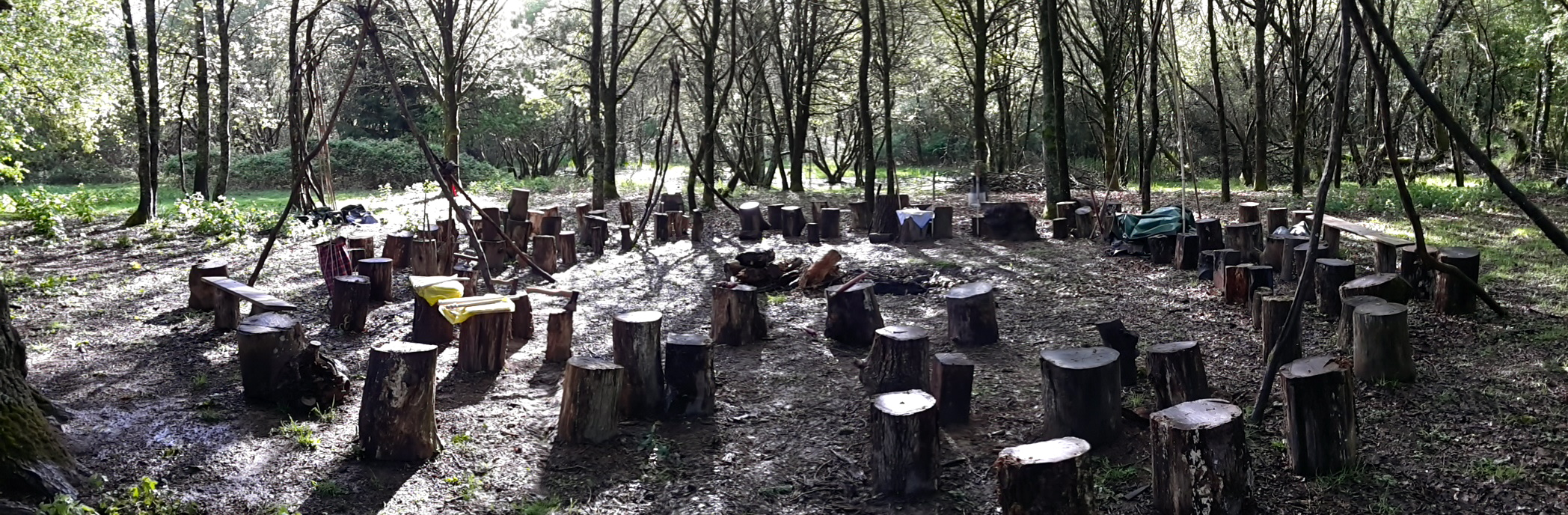
Cercle forestier(regroupement de ventes forestières).

Le terme rite forestier désigne un ensemble de phénomènes historiques et sociaux très divers formant un espace de sociabilité qui recrute ses membres par cooptation et pratique des rites initiatiques faisant référence aux métiers anciens de la forêt, essentiellement ceux de la « fenderie » (les fendeurs) et de la « charbonnerie » (les charbonniers).
L'existence des rites forestiers est difficilement traçable historiquement. Les plus anciennes mentions connues aujourd’hui concernant les Fendeurs et Charbonniers sont conservées aux Archives départementales de l’Yonne et datent du 1er mai 1673 et 10 avril 1674 (voir photocopie du document dans Wikimedia Commons : Rite forestier). C’est une condamnation épiscopale émanant de Nicolas Colbert, évêque du diocèse d’Auxerre. Probablement, qu'au départ il s'agissait de rites de transmission des secrets de métier comme dans les compagnonnages classiques d'avant le XVIIIe siècle. Loin du monde urbain, l'exercice des métiers sylvestres exigeaient de ses membres une solidarité sans faille et un devoir d'hospitalité.
Au niveau de sources rituelles, des rituels forestiers du XVIIIe siècle étaient connus en France (Musée du Compagnonnage, bibliothèques et collections privées...). D'autres viennent récemment d'être découverts au Centre maçonnique culturel Prince-Frédéric (en néerlandais, Cultureel Maçonniek Centrum Prins Frederik) appartenant au Grand Orient des Pays-Bas (G.O.N. : Orde van Vrijmetselaren onder het Grootoosten der Nederlanden). Ces corpus de rituels forestiers étaient utilisés par des sociétés initiatiques regroupant des « Bons Cousins Fendeurs » et des « Bons Cousins Charbonniers » au XVIIIe siècle et au début du XIXe siècle, parallèlement au développement de la franc-maçonnerie moderne. 

## XVIIIesiècle-XIXesiècle
En France, il a existé différentes structures de Bons Cousins Fendeurs et Bons Cousins Charbonniers indépendamment des compagnonnages liés au travail du bois. Ces structures ou ordres forestiers furent totalement indépendantes de la franc-maçonnerie naissante, soit déjà teintées de franc-maçonnerie, soit intégrées en celle-ci. Certaines sociétés seront mixtes.
Il existera plusieurs types de « vente de fendeurs » : 
- une fenderie compagnonnique,
- une fenderie totalement indépendante,
- une fenderie totalement intégrée au courant maçonnique.

Même sous l’influence maçonnique, les Ventes (loges) de Fendeurs seront toujours en harmonie avec la nature, tout en rappelant aux Bons Cousins leurs devoirs vis-à-vis d’elle.
En voici quelques-unes :
- Ordre des fendeurs,
- Société des fendeurs du Chevalier de Beauchesne,
- Ordre de la Fenderie dit du Grand Alexandre de la Confiance[2],
- Ordre ou Confédération de La Coignée,
- Ordre des fendeurs du Devoir,
- Grand Chantier Général de France,
- Chantier primatial d'Artois[3].

De même qu'il existera trois types de « vente charbonnière » bien identifiés :
- une charbonnerie uniquement de métier,
- une charbonnerie de métier pratiquant l'acceptation avec un rituel très chrétien,
- une charbonnerie purement spéculative[4] et politique avec une ossature de société secrète, anti-royaliste, napoléonienne, puis anti-napoléonienne, anarchiste et dont le Marquis de Lafayette sera le Père-Maître. Elle va aider le mouvement de l’indépendance italienne avec l'action de Giuseppe Garibaldi  en influençant la création de la Carbonari.

En voici quelques-unes :
- Charbonnerie française,
- Bons cousins franc-charbonniers des forêts du Jura,
- Franche-Charbonnerie ou Ordre des Francs-charbonniers,
- Carbonaria italienne.

Puis les idées de la charbonnerie se propageront en Espagne, au Portugal, au Brésil, où cette pratique existe encore...mais aussi en France.
Lors de la colonisation de l'Amérique du Nord et du Canada, des rites forestiers européens y ont été importés par les armées britanniques. Ils furent utilisés par des sociétés amicales : 
- Ancient Order of Foresters (1745-90) donnant ensuite Foresters Friendly Society(1834),
- Independent Order of Foresters (1874),
- Catholic Order of Foresters (1879).

créant des sociétés de bienfaisance et des compagnies d'assurance mutualiste;

## XXesiècle-XXIesiècle
Dans la première moitié du XXe siècle, plusieurs tentatives discrètes de réveil des rites forestiers ont été effectuées principalement par des francs-maçons. 

Dans la seconde, une vente « le Chantier de la Grande Forêt des Gaules » est fondée par René Jacques Martin, mais s'éteint vite. En 1983, un « Ordre des Cousins Forestiers Rétablis » existe de façon éphémère.
Pourtant, la connaissance des anciens forestiers, celle de leurs rites, de leurs valeurs, révèle un art de vivre ensemble instructif pour les hommes et femmes en quête de progrès. Les Forestiers d’aujourd’hui veulent développer leur savoir-vivre en harmonie avec la nature. À cette fin, ils ont pérennisé la démarche initiatique forestière ancienne en renouvelant les gestes du passé par le symbolisme. La perspective est de faire revivre, à partir de 1993, un certain rapport homme-nature, démarche qui n’est hors de propos qu’en apparence[réf. souhaitée].
Plusieurs démarches voient le jour en fin du XXe siècle et au tout début du XXIe siècle.

### Le Rite forestier des Modernes
Le rituel forestier, issu du mouvement apparu en 1993 et appelé Rite forestier des Modernes, se fonde sur les rituels de 1747 du Chevalier Charles François Radet de Beauchesne. C'est un rite mixte créé par des francs-maçons le 1er novembre 1993 .
Ce rite, totalement fabriqué, décline trois niveaux différents que sont les grades ou degrés de fendeurs, charbonniers et forgerons et présentant une progression initiatique en imitation des trois premiers degrés de la franc-maçonnerie. Le groupe fondateur initia des membres de la Gorsedd de Bretagne, dont le  « Grand druide », Gwenc'hlan Le Scouëzec, ainsi que Maï-Sous Robert-Dantec, membre du Gorsedd et mère du rite pour la première loge créée à Brasparts, en tant que représentant de la pensée païenne occidentale ; l'aspect préchrétien du rite imposait qu'il soit culturellement celtique.
Après la Résurgence des Rites forestiers de 1993 deux systèmes se mettent en place. Car, en 1996, la confrontation entre les idéaux maçonniques et les options druidiques mena à une scission. Voulant maintenir les valeurs maçonniques de cette nouvelle société initiatique, une faible partie des fondateurs, autour de Régis Blanchet, créèrent une nouvelle Vente au « rite maçonnique forestier des Modernes », rappelant les héritages andersonniens de 1717-1740 ; le reste des fondateurs se réclamant du néo-druidisme de la Gorsedd de Bretagne.

### Le Rite forestier des Anciens et le Rite forestier traditionnel
Les recherches entreprises depuis 2005 ont permis de retrouver de nouveaux textes et rituels forestiers. Ces découvertes réfutent le fait de vouloir lier étroitement les rites forestiers anciens à la franc-maçonnerie actuelle ainsi qu'au néo-druidisme.

Les « mestiers » du bois pratiqués historiquement en forêt n'avaient aucun lien particulier avec la caste sacerdotale des druides et avec une franc-maçonnerie appelée faussement « franc-maçonnerie du bois ». Les rituels retrouvés, qu'ils soient de « fenderie » ou de « charbonnerie », ne correspondaient qu'à un seul corps de métier et ne se pratiquaient pas dans une continuité initiatique comme en franc-maçonnerie.  
Une foresterie non maçonnique a pris forme au regard de la réalité des rituels français retrouvés. 
Ces deux nouvelles sociétés initiatiques forestières considèrent ces trois mestiers comme indépendants et donc devant être pratiqués individuellement les uns des autres....

## Installation d'une Vente
Une Vente forestière est située dans une clairière. Elle est délimitée par un grand cercle de billots de bois où s'assoient les bonnes cousines et les bons cousins, ayant devant eux un billot plus petit pour y planter leur hache. 
- Le Cousin-Maître (ou la Cousine-Maître) se place à l'Orient.
- Il a derrière lui un houx en pied, et devant lui une enclume sur un grand billot de bois.
- Quatre cabanes (réductions symboliques de l'implantation réelle des maisons qui avaient une importance particulière pour les clans forestiers), figurées par trois grandes branches en faisceau liées à leur sommet, sont aussi en place sur ce cercle et abritent l'Ermite, le Vigneron, la Mère Catault et l'Ours.
- L'Ermite, personnage emblématique, est tout autant l'ancien du clan en tant que mémoire collective que le prêtre ayant à charge des actions de lustration.
- Le Vigneron correspond, traditionnellement, aux métiers de bûcherons, de charbonniers et de forgerons, métiers qui « donnent soif », le vin ayant tout autant une valeur conviviale qu'une valeur sacrée en tant que boisson fermentée.
- La Mère Catault est un personnage énigmatique, qui se retrouve dans diverses transmissions compagnonniques et n'est donc pas spécifique à ce rite. Il semblerait qu'elle soit un rappel de la mère des compagnons qui gérait le linge et les repas de ces derniers.
- L'Ours est le symbole celtique de la royauté, et il fait face à l'Ermite. Telle une incarnation des forces brutales du monde des hommes et de leur domestication nécessaire.
- Au centre de la Vente se trouve un feu actif et de nombreux outils des métiers du bois jetés pêle-mêle [11].

## Habits rituels
Les habits des cousines et cousins  sont des habits rustiques  de paysans (blouse à capuche, ceinturon, et sabots). Ils portent un grand tablier de peau orné du ruban de la couleur de leur grade. Ils ne portent pas de gants. Le Cousin-Maître (ou Père-Maître) est le seul à porter un cordon orné de feuilles de chêne et de houx, ayant en sautoir une hache miniature. Les cousines et cousins doivent posséder une hachette véritable et deux morceaux de bois pour « battre la diane ». La diane est une unité de mesure des cordes de bois. Une diane mesure 66 cm, ce qui ne semble pas correspondre à un « double-pied », mais plutôt à la somme moyenne de la longueur du bras et de l'avant bras. Ceci forme une articulation moyenne de deux pièces d'environ 33 cm suivant les corpulences. Cette mesure basée sur la longueur des bras a donné naissance à un outil de bois appelé diane. « Battre la diane », c'est utiliser deux dianes l'une contre l'autre en signe d'allégresse dans un rythme OO O, en rappel de la frappe d'enclume des maréchaux-ferrants.
Le ruban de couleur, porté sur l'habit des forestiers, permet la distinction des grades. Cette distinction est issue du métier de charbonniers.
- Noir pour le fendeur : c'est le charbon froid.
- Rouge pour le charbonnier : c'est le charbon incandescent.
- Bleu pour le forgeron : en rappel de la couleur de la fumée d'une carbonisation réussie.
- Tresse des trois couleurs pour le maître des passages, ce quatrième degré n'étant pas forcément utilisé par toutes les Ventes.

## Les Officiers
- Cousin(e)-Maître ou Père-Maître : il se tient à l'Orient.
- Cousin Duchêne : le 1er garde du chantier se tient à l'Occident, à gauche de l'entrée du cercle et assure aussi le rôle de parrain pour les briquets, futurs initiés.
- Cousin Delorme : le 2e garde du chantier se tient à l'Occident, à droite de l'entrée du cercle et assure le rôle d'introducteur des briquets.
- Cousin Ducormier : il est assis à la gauche du Cousin-Maître et assure aussi la garde du pain et le rôle de secrétaire.
- Cousin Ducharme : il est assis à la droite du Cousin-Maître et assure aussi la garde du vin.
- Cousin Delérable : il assure la fonction de trésorier.
- Cousin Dufrêne.
- Cousin Duhêtre : il se trouve entre les deux gardes du chantier et il est le gardien du bois.
- Cousin Piqueur : il est celui qui va chercher les briquets égarés en forêt.
- La cabane du Cousin vigneron : après le cousin Ducormier (au nord-est).
- La cabane de l'Ermite : avant le cousin Duchêne (au nord-ouest).
- La cabane de la Mère Catault : après le cousin Ducharme (au sud-est).
- La cabane de l'Ours : avant le cousin Delorme (au sud-ouest).